# 岡田彬
岡田 彬（おかだ ひとし、1938年6月18日 - ）は、東京府（現・東京都）出身の元野球選手（捕手）・監督。

## 略歴・人物
戸山高校卒業後の1959年に東京大学法学部へ進学し、野球部では捕手としてプレー。東大の投手として通算最多勝利記録（17勝）を持つ岡村甫、後に「東大初のプロ野球選手」として大洋へ入団した新治伸治とバッテリーを組む。
大学卒業後の1963年に三菱重工業へ入社し、京都製作所勤労課において人事・労務政策業務に携わる傍ら、三菱自動車京都の選手兼任監督として創立間もない野球部を鍛え上げる。1970年に初の都市対抗京都市代表に導き、同年限りで現役を引退すると共に監督も退任。
退任後は1971年に1年間だけドイツの三菱重工の子会社に勤務し、ヨーロッパ各国に機械の営業活動を行った。帰国後は母校・東大の監督（1974年 - 1975年）を務め、1974年春の監督就任第一戦を勝利で飾ると共に、続いて前年度甲子園優勝投手の佃正樹（法大）を破る。秋には当時「昭和の怪物」と言われ全勝を続けていた江川卓に初黒星を付けるなど、当時の六大学野球ブームの一翼を担った。この年は春2勝、秋1勝と点差的には互角の善戦が何試合もあったが、週刊誌が「オニ監督のシゴキ」という特集を組むほど、時代遅れの熱血指導で鳴らす岡田にはまだ物足りなかった。当時の部員は「しらけ世代」と呼ばれ、勝っても「まぐれっす」と斜に構え、負ければ「東大で負けて悔しがってたら身が持ちません」とあっさりしたものであった。大学の定期試験で、机に野球部員証を置いて「勉強は大目に見てね」と言いたげな部員がいるらしいという悪い噂も聞こえ、同年暮れに岡田は「お前らは田舎へ帰れば、天才だ神童だとちやほやされる東大生だ。俺にバカのアホのと言われて過ごすのとは違う道もあろう。それでいいなら、またここに帰ってこい」と言った。1975年春のリーグ戦が開幕すると、入場式で岡田に近寄った明大の島岡吉郎監督は、胸に踊る花文字の「TOKYO」を指して「東京球団みたいだな」と言った。同季は1勝に終わったものの、秋は明大に連勝、立大にも勝って、12季ぶりの最下位脱出を果たした。勝ち点を挙げて、最下位を脱出するという目的を達した岡田はこのリーグ戦限りで監督を退くことを決めていた。神宮からの帰りのバスの車内で岡田が最後に乗り込むと、部員たちから拍手が起き、泣いてる部員もいた。特に江川攻略についてはその後、文藝春秋より本宮ひろ志作「たかされ江川卓物語」として刊行されている。
東大監督退任後はフセイン政権下のイラクで化学肥料プラント建設（1976年 - 1980年）に従事するが、その間にイラン・イラク戦争で4度の被爆を体験。1986年から1992年まではドイツ事務所長を務め、その間にベルリンの壁崩壊・東欧民主化・東西ドイツ統一を現地で体験。社業の傍らで当時の「日経連欧州労働情勢調査団」に参加し、EU各国での調査を行った。その傍らでドイツ野球連盟コーチとして代表チームの指導を続け、少年野球チームの監督として日本に2度遠征して世界大会に参加。
帰国後は三菱自動車トラック・バス営業本部副本部長（1994年 - 1998年）を務め、その後は三菱埼玉ふそう自動車販売常務、ワンビシアーカイブズ常勤顧問を経て、現在千代田区観光協会常務理事・事務局長、三菱重工空調システム顧問を務めている。また、東京六大学野球連盟規則委員も務めている。

## 著作
- エンジニアリング振興協会発刊「プロジェクト・マネジメント用語辞典」（共著）

その他野球に関する随筆等多数。